# آسیا بوسی
آسیا بوسی (انگلیسی: Asya Bussie؛ زادهٔ ۱۶ آوریل ۱۹۹۱) بازیکن بسکتبال اهل ایالات متحده آمریکا است.